# Anomaloglossus dewynteri
Anomaloglossus dewynteri Fouquet, Vacher, Courtois, Villette, Reizine, Gaucher, Jairam, Ouboter, and Kok, 2018 è un anfibio anuro, appartenente alla famiglia degli Aromobatidi.

## Etimologia
L'epiteto specifico è stato dato in onore di Maël Dewynter.

## Distribuzione e habitat
È endemica della Guyana francese. Si trova a 600 metri di altitudine sul Monte Itoupè.

## Tassonomia
Prima di questo studio la specie era confusa con Anomaloglossus degranvillei.